# ユーイズム
ユーイズムは日本の音楽バンド。
1985年 神戸市の大学卒業後、同大学軽音学部「タムタム」のメンバーに、 ベーシスト「ひろあき」が加わり、ユーイズム誕生。1986年以降、バンドサウンド創りに月間数曲のペースでオリジナル曲を作成する。POLICEとU2 をミックスした様なサウンドを目指す。1988年以降、ライブ活動 関西地区（大阪市内・神戸市内）～神戸チキンジョージ／神戸オリエンタル劇場／ 大阪ファンダンゴ／大阪バナナホール／大阪バーボンハウス／江坂ブ－ミンホール／大阪コットン100％等に出演。1990年以降、YAMAHA BANDエクスプロ－ジョン西日本決勝大会に出場。ROLAND NEW AGEバンドコンテストでは国内予選を勝ち抜き、グアムのココス島にて行われた決勝大会に出場。

## ディスコグラフィ
- 15周年CDアルバム 「Everybody LOVE together」